# 카사블랑카 회담

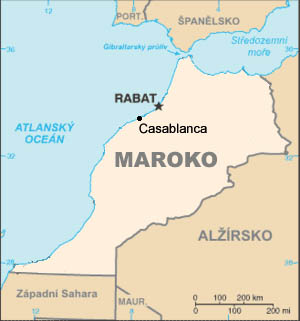
카사블랑카는 '하얀 집'이라는 뜻으로 아프리카 북서부에서 가장 큰 도시이며 상공업의 중심지이다.

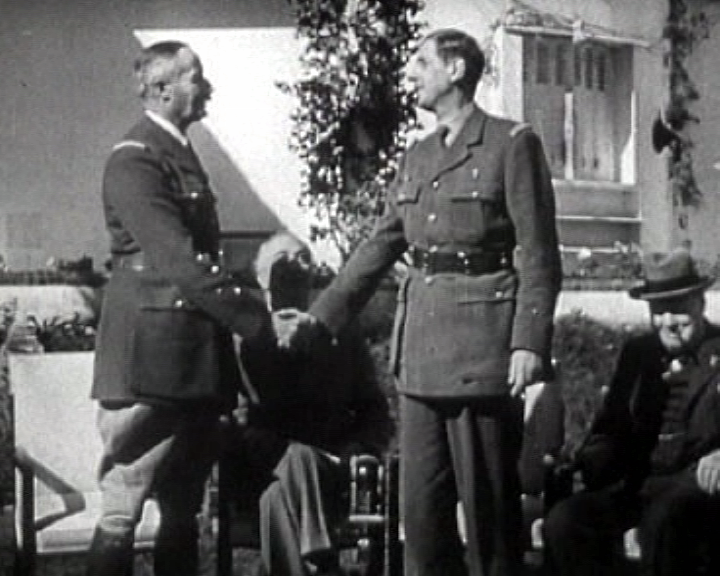
앞 자유 프랑스의 앙리 지로와 샤를 드골 뒤 프랭클린 D. 루스벨트, 윈스턴 처칠

카사블랑카 회담(영어: Casablanca Conference, 프랑스어: Conférence de Casablanca)은 2차 세계대전 중, 프랑스령 모로코 카사블랑카의 안파 호텔(Anfa Hotel)에서 열린 회담이다. 이 회의는 1943년 1월 14일에서 24일 사이에 진행되었으며, 제 2차 세계대전의 다음 단계를 위한 연합 유럽 전술을 계획할 의도로 진행되었다.

## 관련 인물
프랭클린 D. 루즈벨트 미국 대통령과 윈스턴 처칠 영국 총리가 참석했다. 소련의 스탈린 또한 회의에 초대되었지만 당시 소련군이 독일군과 스탈린그라드 전투를 하고 있어서 참석하지 않았다. 프랑스 측에서는 샤를 드골 장군과 앙리 지로 장군이 자유 프랑스 군을 대표하여 참석했는데, 이들은 미미한 역할을 수행했으며 군사 계획에 포함되지 않았다.

## 배경
1942년 11월 연합군은 토치 작전의 일환으로 모로코와 알제리에 상륙했다. 카사블랑카에 대한 작전을 감독하는 헨리 K. 휴이트 제독, 조지 S. 패튼 소령이 비시 프랑스 선박과의 해전이 포함된 간단한 군사작전을 통해 도시를 점령했다. 패튼이 모로코에 남아 있는 동안 드와이트 D. 아이젠하워 중장은 추축군과의 교착 상태가 이어지는 튀니지 동부로 밀고 들어갔다.

## 기획
북아프리카에서의 군사작전이 빨리 마무리될 것이라고 믿으면서, 미국과 영국의 지도자들은 미래의 전략적인 전쟁 방향에 대해 토론하기 시작했다. 영국은 시칠리아와 이탈리아를 통해 북쪽으로 밀기를 선호한 반면, 미국은 독일의 심장부에 직접 교차 채널 공격을 원했다. 이 문제를 포함하여 여러 문제에 대한 광범위한 논의가 필요해짐에 따라 루즈벨트, 처칠 및 해당 수석 리더 간의 회의를 실시하기로 결정했다. (코드명: SYMBOL)

## 내용
회의 내용은 북아프리카 원정을 마친 뒤 시칠리아에 대한 침공 결정, 태평양 전장(戰場)에 대한 병력 할당, 극동 지역의 주요공격선 결정, 독일에 대한 집중폭격 합의 등 주로 군사적인 것이었다. 또한 이 회담에서 연합국은 카사블랑카 선언(Casablanca Declaration)이라는 통일된 목적 진술을 만들어 냈다. 바로 전쟁을 추축국(樞軸國)의 무조건 항복으로써 종결시킨다는 방침을 명백히 한 것이다. 루즈벨트는 회의의 마지막 날인 1월 24일 기자 회견에서 연합군이 독일인, 이탈리아 인, 일본인에게 "무조건 항복"을 요구하고 있다고 밝혔으며, 1943년 2월 12일 라디오 연설에서 무조건 항복의 의미를 다음과 같이 설명했다. "엑시스 국가의 일반인들에게 해를 끼치는 것이 아니라 야만적 지도자에게 처벌과 보복을 가하며, 다른 민족의 정복과 지배에 기반한 국가의 철학의 파괴”를 수반하는 것이다."

카사 블랑카 회의에서 루즈벨트와 처칠은 다음 사항들에 동의했다.
- 동부 전선에서 추축군을 추방하기 위해 독일에 대한 공격을 집중
- 소련에 대한 공급품 수송 증가
- 이탈리아 침공을 개시하고, 프랑스를 침공하기 전 독일에 대한 전략적 폭격을 증가
- 파푸아 뉴기니에서 일본군에게 대항하는 힘 증대
- 일본이 점령한 버마를 통해 중국에게 새로운 공급선을 개설
- 추축국에게 무조건 항복을 요구

## 같이 보기
- 대서양 헌장

## 참고 자료
- “Casablanca Conference during World War II ”. 2019년 12월 4일에 원본 문서에서 보존된 문서. 2019년 12월 4일에 확인함.